# Sophronica delamarei
Sophronica delamarei is een keversoort uit de familie van de boktorren (Cerambycidae). De wetenschappelijke naam van de soort werd voor het eerst geldig gepubliceerd in 1951 door Lepesme & Breuning.